# Софт-теннис на Азиатских играх
Соревнования по софт-теннису проводятся на летних Азиатских играх начиная с 1994 года; на Играх 1990 года софт-теннис был представлен как демонстрационный вид спорта. Разыгрываются семь комплектов наград: у мужчин и женщин по отдельности — одиночный и парный разряды, а также командные соревнования; также проводится турнир смешанных пар (мужчина и женщина; смешанный парный разряд, микст).

## Виды соревнований
|                        | 1990    | 1994    | 1998    | 2002    | 2006    | 2010    | 2014    | 2018    | Годы    |         |         |         |         |         |         |         |
| Мужчины                | Мужчины | Мужчины | Мужчины | Мужчины | Мужчины | Мужчины | Мужчины | Мужчины | Мужчины | Мужчины | Мужчины | Мужчины | Мужчины | Мужчины | Мужчины | Мужчины |
| ---------------------- | ------- | ------- | ------- | ------- | ------- | ------- | ------- | ------- | ------- | ------- | ------- | ------- | ------- | ------- | ------- | ------- |
| Одиночный разряд       |         |         |         | X       | X       | X       | X       | X       | 5       |         |         |         |         |         |         |         |
| Парный разряд          | d       | X       | X       | X       | X       | X       | X       |         | 6       |         |         |         |         |         |         |         |
| Команда                | d       | X       | X       | X       | X       | X       | X       | X       | 7       |         |         |         |         |         |         |         |
| Женщины                |         |         |         |         |         |         |         |         |         |         |         |         |         |         |         |         |
| Одиночный разряд       |         |         |         | X       | X       | X       | X       | X       | 5       |         |         |         |         |         |         |         |
| Парный разряд          | d       | X       | X       | X       | X       | X       | X       |         | 6       |         |         |         |         |         |         |         |
| Команда                | d       | X       | X       | X       | X       | X       | X       | X       | 7       |         |         |         |         |         |         |         |
|                        |         |         |         |         |         |         |         |         |         |         |         |         |         |         |         |         |
| Смешанная пара (микст) |         |         |         | X       | X       | X       | X       | X       | 5       |         |         |         |         |         |         |         |
|                        |         |         |         |         |         |         |         |         |         |         |         |         |         |         |         |         |
| Всего                  | 0       | 4       | 4       | 7       | 7       | 7       | 7       | 5       |         |         |         |         |         |         |         |         |

«d» — демонстрационный вид спорта

## Призёры соревнований

### Мужчины

#### Одиночный разряд
| Год  | Золото                            | Серебро                          | Бронза                                                          |
| ---- | --------------------------------- | -------------------------------- | --------------------------------------------------------------- |
| 2002 | Республика Корея · Kim Kyung-han  | Республика Корея · Kim Hee-soo   | Китайский Тайбэй Liao Nan-kai                                   |
| 2006 | Китайский Тайбэй Wang Chun-yen    | Япония · Hidenori Shinohara      | Республика Корея · Nam Taek-ho                                  |
| 2010 | Республика Корея · Lee Yo-han     | Республика Корея · Bae Hwan-sung | Япония · Keiya Nakamoto · Китайский Тайбэй · Yang Sheng-fa      |
| 2014 | Республика Корея · Kim Hyeong-jun | Индонезия · Edi Kusdaryanto      | Китай · Zhou Mo · Республика Корея · Kim Dong-hoon              |
| 2018 | Республика Корея · Kim Jin-woong  | Индонезия · Elbert Sie           | Индонезия · Prima Simpatiaji · Республика Корея · Kim Dong-hoon |

#### Парный разряд
| Год  | Золото                                           | Серебро                                           | Бронза                                                                                             |
| ---- | ------------------------------------------------ | ------------------------------------------------- | -------------------------------------------------------------------------------------------------- |
| 1994 | Республика Корея · Lee Myung-gu · You Young-dong | Республика Корея · Jang Han-sub · Lee Suk-woo     | Китайский Тайбэй Liao Nan-kai Lai Yung-liao                                                        |
| 1998 | Китайский Тайбэй Kuo Hsu-tung Fang Tung-hsien    | Китайский Тайбэй Liao Nan-kai Yeh I-ming          | Республика Корея · Jun In-soo · You Young-dong                                                     |
| 2002 | Республика Корея · Lee Won-hak · You Young-dong  | Республика Корея · Hwang Jeong-hwan · Kim Hee-soo | Китайский Тайбэй Liao Nan-kai Tsai Ho-tsen                                                         |
| 2006 | Китайский Тайбэй Li Chia-hung Yang Sheng-fa      | Республика Корея · Kim Jae-bok · You Young-dong   | Япония · Shigeo Nakahori · Tsuneo Takagawa                                                         |
| 2010 | Китайский Тайбэй Li Chia-hung Yang Sheng-fa      | Республика Корея · Bae Hwan-sung · Kim Tae-jung   | Япония · Koji Kobayashi · Hidenori Shinohara · Япония · Shigeo Nakahori · Tsuneo Takagawa          |
| 2014 | Республика Корея · Kim Dong-hoon · Kim Beom-jun  | Китайский Тайбэй Lin Ting-chun Li Chia-hung       | Республика Корея · Lee Sang-gwon · Park Kyu-cheol · Китайский Тайбэй · Ho Meng-hsun · Lai Li-huang |

#### Команда
| Год  | Золото           | Серебро          | Бронза                       |
| ---- | ---------------- | ---------------- | ---------------------------- |
| 1994 | Китайский Тайбэй | Республика Корея | Япония                       |
| 1998 | Республика Корея | Китайский Тайбэй | Япония                       |
| 2002 | Республика Корея | Япония           | Китайский Тайбэй             |
| 2006 | Япония           | Китайский Тайбэй | Республика Корея             |
| 2010 | Китайский Тайбэй | Япония           | Китай · Республика Корея     |
| 2014 | Республика Корея | Япония           | Китай · Китайский Тайбэй     |
| 2018 | Республика Корея | Япония           | Индонезия · Китайский Тайбэй |

### Женщины

#### Одиночный разряд
| Год  | Золото                            | Серебро                         | Бронза                                                                |
| ---- | --------------------------------- | ------------------------------- | --------------------------------------------------------------------- |
| 2002 | Республика Корея · Park Young-hee | Республика Корея · Kim Hyun-ju  | Китай · Zhao Ying                                                     |
| 2006 | Китайский Тайбэй Chiang Wan-chi   | Китай · Jiang Ting              | Япония · Miwa Tsuji                                                   |
| 2010 | Китай · Zhao Lei                  | Республика Корея · Kim Ae-kyung | Республика Корея · Kim Kyung-ryun · Китайский Тайбэй · Chiang Wan-chi |
| 2014 | Республика Корея · Kim Bo-mi      | Китай · Chen Hui                | Китай · Zhong Yi · Республика Корея · Kim Ae-kyung                    |
| 2018 | Япония · Noa Takahashi            | Китайский Тайбэй Cheng Chu-ling | Китай · Yu Yuanyi · Индонезия · Dwi Rahayu Pitri                      |

#### Парный разряд
| Год  | Золото                                         | Серебро                                             | Бронза                                                                                    |
| ---- | ---------------------------------------------- | --------------------------------------------------- | ----------------------------------------------------------------------------------------- |
| 1994 | Япония · Miyuki Kumano · Yuriko Sunamoto       | Республика Корея · Yoon Sun-kyung · Jung Soon-young | Япония · Reiko Sahashi · Miyuki Furusawa                                                  |
| 1998 | Республика Корея · Kang Ji-sook · Lee Mi-kyung | Китайский Тайбэй Lin Li-jung Cheng Shu-chen         | Япония · Naoko Higashi · Yuko Miyaji                                                      |
| 2002 | Республика Корея · Kim Seo-woon · Jang Mi-hwa  | Япония · Shino Mizukami · Shiho Yatagai             | Республика Корея · Park Young-hee · Kim Myung-hee                                         |
| 2006 | Япония · Harumi Gyokusen · Ayumi Ueshima       | Япония · Hiromi Hamanaka · Miwa Tsuji               | Республика Корея · Kim Kyung-ryun · Lee Kyung-pyo                                         |
| 2010 | Япония · Hitomi Sugimoto · Eri Uehara          | Республика Корея · Joo Og · Kim Ae-kyung            | Китай · Xin Yani · Zhao Lei · Япония · Ayaka Oba · Mai Sasaki                             |
| 2014 | Республика Корея · Joo Og · Kim Ae-kyung       | Республика Корея · Yoon Soo-jung · Kim Ji-yeon      | Япония · Nao Morita · Hikaru Yamashita · Китайский Тайбэй · Cheng Chu-ling · Chen Yi-chia |

#### Команда
| Год  | Золото           | Серебро          | Бронза                   |
| ---- | ---------------- | ---------------- | ------------------------ |
| 1994 | Республика Корея | Китайский Тайбэй | Япония                   |
| 1998 | Республика Корея | Япония           | Китайский Тайбэй         |
| 2002 | Республика Корея | Япония           | Китайский Тайбэй         |
| 2006 | Республика Корея | Япония           | Китайский Тайбэй         |
| 2010 | Япония           | Китайский Тайбэй | Китай · Республика Корея |
| 2014 | Республика Корея | Япония           | Китай · Китайский Тайбэй |
| 2018 | Япония           | Республика Корея | Китай · Китайский Тайбэй |

### Смешанный парный разряд (микст)
| Год  | Золото                                           | Серебро                                            | Бронза                                                                                            |
| ---- | ------------------------------------------------ | -------------------------------------------------- | ------------------------------------------------------------------------------------------------- |
| 2002 | Республика Корея · You Young-dong · Kim Seo-woon | Китайский Тайбэй Fang Tung-hsien Chou Chiu-ping    | Республика Корея · Kim Hee-soo · Park Young-hee                                                   |
| 2006 | Республика Корея · We Hyu-hwan · Kim Ji-eun      | Республика Корея · You Young-dong · Kim Kyung-ryun | Япония · Tsuneo Takagawa · Harumi Gyokusen                                                        |
| 2010 | Республика Корея · Ji Yong-min · Kim Kyung-ryun  | Китайский Тайбэй Li Chia-hung Cheng Chu-ling       | Республика Корея · Kim Tae-jung · Kim Ae-kyung · Китайский Тайбэй · Liu Chia-lun · Hang Chia-ling |
| 2014 | Республика Корея · Kim Beom-jun · Kim Ae-kyung   | Китай · Zhou Mo · Chen Hui                         | Индонезия · Prima Simpatiaji · Maya Rosa · Республика Корея · Park Kyu-cheol · Kim Ji-yeon        |
| 2018 | Китайский Тайбэй Yu Kai-wen Cheng Chu-ling       | Республика Корея · Kim Ki-sung · Mun Hye-gyeong    | Япония · Toshiki Uematsu · Riko Hayashida · Республика Корея · Kim Beom-jun · Kim Ji-yeon         |

## Медальный зачёт
суммарно медали для страны во всех видах соревнований
| Место          | Страна               | Золото | Серебро | Бронза | Всего |
| -------------- | -------------------- | ------ | ------- | ------ | ----- |
| 1              | Республика Корея     | 25     | 15      | 16     | 56    |
| 2              | Китайская Республика | 8      | 10      | 16     | 34    |
| 3              | Япония               | 7      | 11      | 14     | 32    |
| 4              | Китай                | 1      | 3       | 10     | 14    |
| 5              | Индонезия            | 0      | 2       | 4      | 6     |
| Всего стран: 5 | Всего стран: 5       | 41     | 41      | 60     | 142   |